# بيرسي برايس
بيرسي برايس (بالإنجليزية: Percy Brice)‏ هو موسيقي أمريكي، ولد في 25 مارس 1923 في نيويورك في الولايات المتحدة.

## وصلات خارجية
- بيرسي برايس على موقع ميوزك برينز (الإنجليزية)
- بيرسي برايس على موقع أول ميوزيك (الإنجليزية)
- بيرسي برايس على موقع ديسكوغز (الإنجليزية)